# باریش آردوچ
باریش آردوچ (ترکی استانبولی: Barış Arduç؛ زاده ۹ اکتبر ۱۹۸۷) بازیگر اهل ترکیه است. او دو بار برنده جوایز پروانهٔ طلایی (۲۰۱۵ و ۲۰۱۶) است. آردوچ با بازی در سریال عشق اجاره‌ای به شهرت رسید. او همچنین از ماه مه سال ۲۰۱۶، سفیر خیرخواهی برای انجمن زندگی بدون سرطان ترکیه است. او در ۳۰ ژوئیه ۲۰۲۰ با پارتنر خود گوپسه اوزای که از سال ۲۰۱۴ با هم هستند ازدواج کرد.

## فیلم‌شناسی
| فیلم      | فیلم                              | فیلم            | فیلم                                           | فیلم                    |
| سال       | عنوان                             | نقش             | کارگردان                                       | توضیحات                 |
| --------- | --------------------------------- | --------------- | ---------------------------------------------- | ----------------------- |
| ۲۰۱۴      | فقط تو                            | امین            | هاکان یونات                                    | نقش مکمل                |
| ۲۰۱۴      | دلیها                             | جمیل            | هاکان الگول                                    | نقش اصلی                |
| ۲۰۱۷      | زمان خوشبختی                      | مرت سونمز       | سنول سونمز                                     | نقش اصلی                |
| ۲۰۲۵      | به باد بسپار                      | اگه یازیجی      | انگین اردن                                     | نقش اصلی                |
| تلویزیون  |                                   |                 |                                                |                         |
| سال       | عنوان                             | نقش             | کارگردان(ها)                                   | توضیحات                 |
| ۲۰۱۱      | خانم کوچولو                       | سنک             | اوزد کیزیلتن                                   |                         |
| ۲۰۱۱      | گوش کن عزیزم                      | هاکان           | ایرماک چیگ، فولیا یاووز اوغلو، مهتاب کور اوغلو |                         |
| ۲۰۱۱      | هفت شرور                          | سینان           | سلیمان سچیک                                    | نقش مکمل (فصل۱، قسمت ۵) |
| ۲۰۱۲      | نگران من نباش                     | احمد آپچی اوغلو | ماهسون قرمزی‌گل، سرکان بیرینچی                  | نقش مکمل                |
| ۲۰۱۳–۲۰۱۴ | امروزه                            | سلیم بایراکتار  | قدرن شعبان‌چی                                   | نقش مکمل                |
| ۲۰۱۵      | راسون: برای خانواده‌ام             | تکین آتان       | محمت آدا اوزتکین                               | نقش اصلی                |
| ۲۰۱۵–۲۰۱۷ | عشق اجاره‌ای                       | عمر ایپلکچی     | متین بالک اوغلو، باریس یوس، سنول سونمز         | نقش اصلی                |
| ۲۰۱۹      | کلاغ                              | کوزگون جبجی     | بهادیر اینس                                    | نقش اصلی                |
| ۲۰۲۰      | گودال                             | آریک بوکه اردنت | سینان آزتورک                                   | نقش مکمل                |
| ۲۰۲۱      | کلوپ                              | فیستیک عصمت     | سرن یوسی، زینب گونای تان                       | نقش اصلی                |
| ۲۰۲۱      | آلپ ارسلان: امپراتوری بزرگ سلجوقی | آلپ ارسلان      | جغتای توسون                                    | نقش اصلی                |